# Adonis turkestanica
Adonis turkestanica là một loài thực vật có hoa trong họ Mao lương. Loài này được (Korsh.) Adolf mô tả khoa học đầu tiên năm 1930.